# Харовск
Харовск (рус. Харовск) град је у Русији у Вологдској области.

## Становништво
| 1939. | 1959.  | 1970.  | 1979.  | 1989.  | 2002.  | 2010.  |
| ----- | ------ | ------ | ------ | ------ | ------ | ------ |
| 7.400 | 11.260 | 14.102 | 12.859 | 13.083 | 11.460 | 10.079 |